# Тарновець (Малопольське воєводство)
Тарновець (пол. Tarnowiec) — село в Польщі, у гміні Тарнів Тарновського повіту Малопольського воєводства.
Населення — 2229 осіб (2011).
У 1975-1998 роках село належало до Тарновського воєводства.

## Демографія
Демографічна структура станом на 31 березня 2011 року:
|          | Загалом | Допрацездатний вік | Працездатний вік | Постпрацездатний вік |
| -------- | ------- | ------------------ | ---------------- | -------------------- |
| Чоловіки | 1103    | 244                | 751              | 108                  |
| Жінки    | 1126    | 215                | 694              | 217                  |
| Разом    | 2229    | 459                | 1445             | 325                  |